# Капсульный гардероб

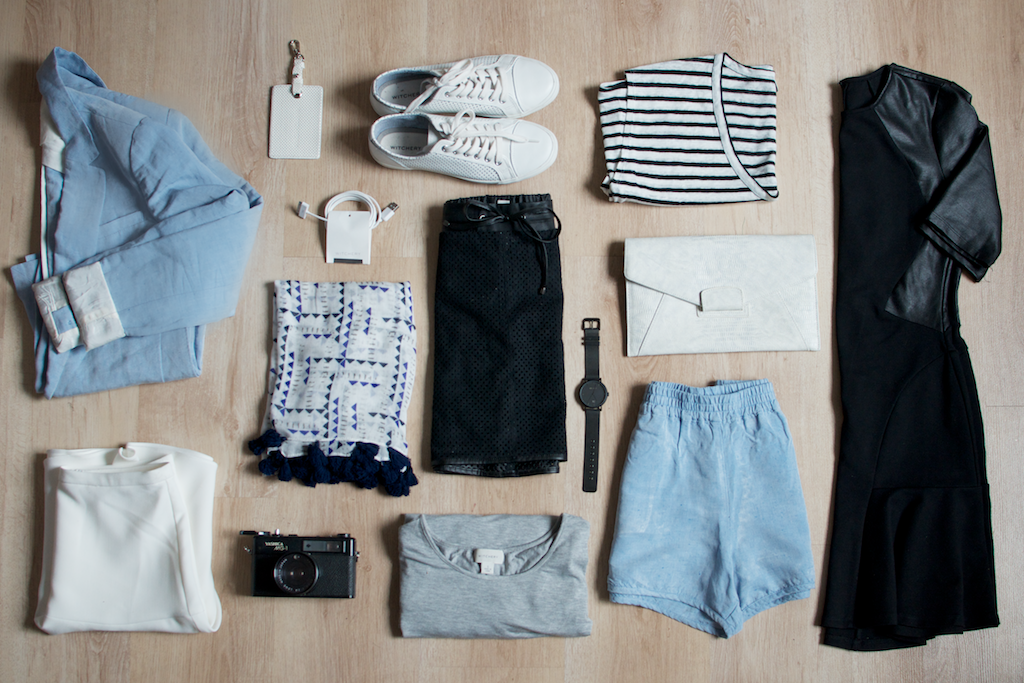
Капсульный дорожный гардероб

Капсульный гардероб — термин, придуманный Сьюзи Фокс, владелицей лондонского бутика «Wardrobe» в 1970-х годах. Слово «капсульный» используется в значении «маленький и компактный». По словам Фокс, капсульный гардероб — это коллекция из нескольких основных предметов одежды, которые не выходят из моды, таких как юбки, кроп-топы, брюки и пальто, которые затем можно дополнить сезонными предметами. Эта идея была популяризирована американским дизайнером Донной Каран, которая в 1985 году выпустила влиятельную капсульную коллекцию из семи сменяемых предметов рабочей одежды.
Этот термин широко используется в британских и американских модных СМИ и был темой нескольких популярных телесериалов. Этот термин стал обозначать коллекцию одежды, состоящую только из взаимозаменяемых предметов, чтобы максимально увеличить количество нарядов, которые можно создать. Цель этого в том, чтобы иметь одежду, подходящую для любого случая, без лишних предметов одежды. Обычно это достигается путем покупки того, что считается «ключевой» или «основной» вещью в сочетании цветов.
Важно понимать разницу между базовым и капсульным гардеробами. Задача последнего — полностью закрыть одну-единственную сферу жизни — будь то работа, спорт, досуг, отпуск, прогулки с ребенком или что-то ещё. Базовый гардероб же по сути представляет собой одну большую капсулу, которая определена не конкретной сферой, а образом жизни в целом. При этом внутри одного среднестатистического гардероба могут уживаться несколько капсул — и так, что одни и те же вещи будут включены в несколько или во все из них.

## История и популярность
Термин «капсульный гардероб» был придуман Сьюзи Фокс, владелицей бутика «Wardrobe» в Вест-Энде в 1970-х годах для обозначения коллекции основных предметов одежды, которые не выходят из моды и поэтому их можно носить несколько сезонов. Цель этого в том, чтобы обновить эту коллекцию сезонными вещами, чтобы иметь одежду для любого случая, не покупая много новых предметов одежды. Как правило, Фокс предлагает, чтобы женский капсульный гардероб содержал как минимум «2 пары брюк, платье или юбку, пиджак, пальто, трикотаж, две пары обуви и две сумки».
Концепция капсульного гардероба была популяризирована американским дизайнером Донной Каран в 1985 году, когда она выпустила свою коллекцию «7 Easy Pieces». Ее цель заключалась в том, чтобы заполнить то, что она назвала «пустотой на рынке», для стильного и практичного гардероба, созданного для работающих женщин. Когда коллекция дебютировала, она показала восемь моделей, одетых только в боди и черные колготки . Затем модели начали добавлять такие элементы одежды, как юбки с запахом, брюки и платья чтобы продемонстрировать ее сменяемый стиль в одежде.
Термин «капсульный гардероб» широко используется в модных СМИ; например, британские газеты The Independent и Daily Telegraph опубликовали в разделах о моде специальные статьи о капсульном гардеробе а также британские журналы Marie Claire и Elle Эта концепция в дальнейшем была популяризирована в нескольких телевизионных программах, включая «What Not to Wear» Тринни и Сюзанны, которое транслировалось на BBC в 2001—2007 годах, и «Gok’s Fashion Fix», которое транслировалось на Четвертом канале с 2008 года. Ведущий и стилист Гок Ван утверждает, что капсульный гардероб — это особенно важное средство в условиях экономического спада, поскольку оно позволяет людям хорошо выглядеть при небольшом бюджете.

## Основные правила
Ниже приведены широко распространенные правила создания капсульного гардероба:
- Выберите цветовую схему[17][18][2]. Обычно для этого нужно выбрать один или два базовых цвета, которые подходят ко всему, например черный, белый, коричневый, серый или синий. Такие вещи, как брюки, сумки или пальто, можно будет купить в оттенках этих цветов, чтобы их можно было носить с чем-либо еще в гардеробе. Выбрав базовые цвета, выберите  один или два акцентных цвета, которые ярче, чем базовые цвета, и согласовываются друг с другом[19]. Обычно они используются для таких вещей, как топы, платья или аксессуары; как только цветовая схема определена, все предметы в гардеробе должны быть взаимозаменяемыми, так как цвета предметов всегда дополняют друг друга.
- Учитывайте форму своего тела[20][21][2]. Некоторые фасоны одежды более уместны, чем другие; например, стилисты часто советуют женщинам с широкими бедрами носить короткие рукава, так как они делают плечи шире и более пропорциональны бедрам. Если выбранные предметы одежды хорошо смотрятся на фигуре, покупатель, скорее всего, захочет их оставить в своем гардеробе.
- Учитывайте свой цвет лица[22][2]. Как и в случае с покроем одежды, некоторые цвета более пойдут, чем другие, как для тона кожи, так и для формы тела.
- Выбирайте классические формы и узоры[23][24][2]. В то время как одни фасоны и узоры одежды входят в моду и выходят из нее, другие считаются «классическими», потому что они не актуальны. Для капсульного гардероба разумно выбирать классические вещи, так как владелец намерен хранить их в течение нескольких лет.
- Выбирайте качественные ткани[25][2]. Поскольку идея капсульного гардероба состоит в том, чтобы иметь несколько предметов одежды, которые можно носить по-разному, отдельные предметы изнашиваются. Поэтому рекомендуется выбирать хорошо сшитую одежду, которая будет хорошо выглядеть, несмотря на ношение.

## Примеры
Ниже приведены примеры типичного капсульного гардероба: один для женщин и один для мужчин.
| Образец женского гардероба     | Образец мужского гардероба |
| ------------------------------ | -------------------------- |
| Пальто                         | Бушлат                     |
| Джинсы                         | Пара джинсов               |
| Черный пиджак                  | Костюм                     |
| Белый кроп-топ                 | Футболки                   |
| Укороченная блузка             | Рубашки из хлопка          |
| Пара брюк на заказ             | Брюки                      |
| Топ-бандо                      | Пиджак                     |
| Черный бралетт                 | Повседневная обувь         |
| Укороченный кашемировый свитер | Свитер из шерсти           |
| Сапоги                         | Ботинки                    |
| Балетки                        | Кроссовки                  |
| Туфли на высоких каблуках      | Часы                       |
| Шелковый шарф                  | Вязаный шарф               |
| Солнцезащитные очки            | Солнцезащитные очки        |
| Сумка-тоут                     |                            |
| Клатч                          |                            |
| Шорты                          |                            |